# زمان در اروپا

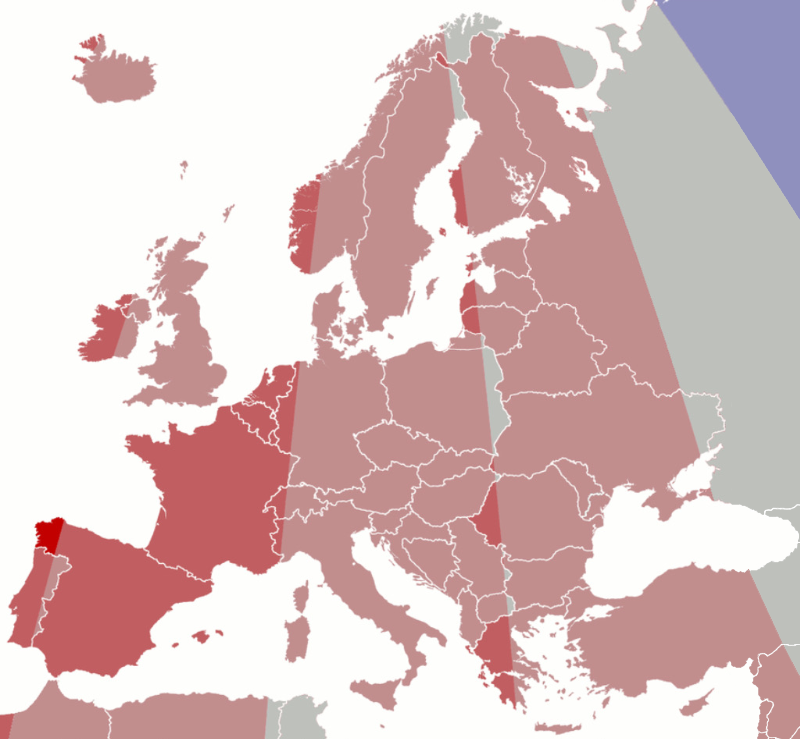
این نقشه اختلاف بین زمان قانونی و زمان مبدأ محلی در اروپا در تابستان را نشان می‌دهد. بیشتر اروپای غربی از زمان خورشیدی محلی شان جلوتر هستند.

|                                                                                         | زمان اروپای غربی / ساعت گرینویچ (یو تی سی)       |
|                                                                                         | زمان اروپای غربی / ساعت گرینویچ (یو تی سی)       |
| زمان تابستانی اروپای غربی / زمان تابستانی بریتانیا / زمان در جمهوری ایرلند (یو تی سی+1) |                                                  |
|                                                                                         | زمان اروپای مرکزی (یو تی سی+1)                   |
| ساعت تابستانی اروپای مرکزی (یو تی سی+2)                                                 |                                                  |
|                                                                                         | زمان اروپای شرقی / زمان کالینینگراد (یو تی سی+2) |
|                                                                                         | زمان اروپای شرقی (یو تی سی+2)                    |
| ساعت تابستانی اروپای شرقی (یو تی سی+3)                                                  |                                                  |
|                                                                                         | زمان مسکو / زمان ترکیه (یو تی سی+3)              |

اروپا شامل هفت منطقه زمانی است (از یوتی‌سی ۱:۰۰- تا یوتی‌سی ۵:۰۰+)، بدون احتساب زمان تابستانی (چهار مورد از آنها را می‌توان بر روی نقشه مشاهده کرد، با یک منطقه غربی که شامل آزور است، و دو منطقه بیشتر شرقی شامل گرجستان، آذربایجان، سرزمین‌های شرقی روسیه اروپایی و بخش اروپایی قزاقستان). اکثر کشورهای اروپایی از زمان تابستانی استفاده می‌کنند و زمان تابستانی آنها با یکدیگر هماهنگ است. برای جزئیات بیشتر به زمان تابستانی در اروپا مراجعه کنید.
محدوده‌های زمانی استفاده شده در اروپا به‌طور قابل توجهی از محدوده‌های طبقه‌بندی شده بر اساس طول جغرافیایی که برای مثال در سیستم زمانی دریانوردی از آن استفده می‌شود متفاوت است. زمین را در تئوری می‌توان به ۲۴ منطقه زمانی تقسیم کرد که هر کدام ۱۵ درجه طول جغرافیایی دارند. با این حال، به دلیل عوامل جغرافیایی و فرهنگی، تقسیم جهان به‌طور مساوی عملی نیست، و مناطق زمانی واقعی ممکن است به‌طور قابل توجهی با مناطقی که صرفاً بر اساس طول جغرافیایی طبقه‌بندی شده‌اند، متفاوت باشد. در اروپا، استفاده گسترده از زمان اروپای مرکزی (CET) باعث تغییرات عمده در برخی مناطق نسبت به زمان خورشیدی می‌شود. بر اساس زمان خورشیدی، CET از ۷٫۵ تا ۲۲٫۵ درجه شرقی متغیر است. با این حال، به عنوان مثال، اسپانیا (تقریباً به‌طور کامل در نیمکره غربی) و فرانسه (تقریباً به‌طور کامل در غرب ۷٫۵ درجه شرقی، همان‌طور که در نقشه زیر نشان داده شده‌است) باید از نظر تئوری از UTC استفاده کنند، همان‌طور که قبل از جنگ جهانی دوم استفاده می‌کردند. نتیجه کلی این تغییر زمان، یک ظهر خورشیدی است که بسیار دیرتر از ساعت ظهر است، و طلوع و غروب خورشید دیرتر از آنچه که در تئوری باید اتفاق بیفتد. کشورهای بنلوکس نیز باید از نظر تئوری از GMT استفاده کنند.
روسیه و بلاروس بین مارس ۲۰۱۱ تا اکتبر ۲۰۱۴ از «زمان دائمی تابستانی» استفاده می‌کردند. از اکتبر ۲۰۱۴ روسیه از «زمان دائمی زمستانی» استفاده می‌کند. ایسلند را می‌توان به‌عنوان «دفاکتو» در زمان دائمی تابستانی در نظر گرفت، زیرا از سال ۱۹۶۸، علی‌رغم اینکه بیش از ۱۵ درجه در غرب نصف النهار اصلی قرار دارد، از زمان UTC در تمام سال استفاده می‌کند؛ بنابراین باید در UTC−۰۱:۰۰ واقع شود، اما ترجیح می‌دهد به زمان قاره اروپا نزدیک‌تر بماند، که در نتیجه زمان‌های قانونی به‌طور قابل‌توجهی قبل از زمان محلی خورشیدی است. این امر به دلیل تغییرات گسترده در ساعات نور روز در آن کشور، به‌طور عملی اهمیت کمی دارد.
کمیسیون اروپا در سپتامبر ۲۰۱۸ پیشنهاد پایان دادن به رعایت ساعت تابستانی در اتحادیه اروپا را داد. در مارس ۲۰۱۹، پارلمان اروپا به پیشنهاد پایان دادن به تغییرات ساعت فصلی در سال ۲۰۲۱ رأی مثبت داد. قوانین اتحادیه اروپا توسط پارلمان و شورای اتحادیه اروپا تصمیم‌گیری می‌شود و شورا هنوز تصمیم گیره نکرده‌است. هر کشور عضو تا آوریل ۲۰۲۰ فرصت داشت تصمیم بگیرد که آیا به‌طور دائم در «ساعت تابستانی» قبلی باقی بماند یا در «ساعت زمستانی».

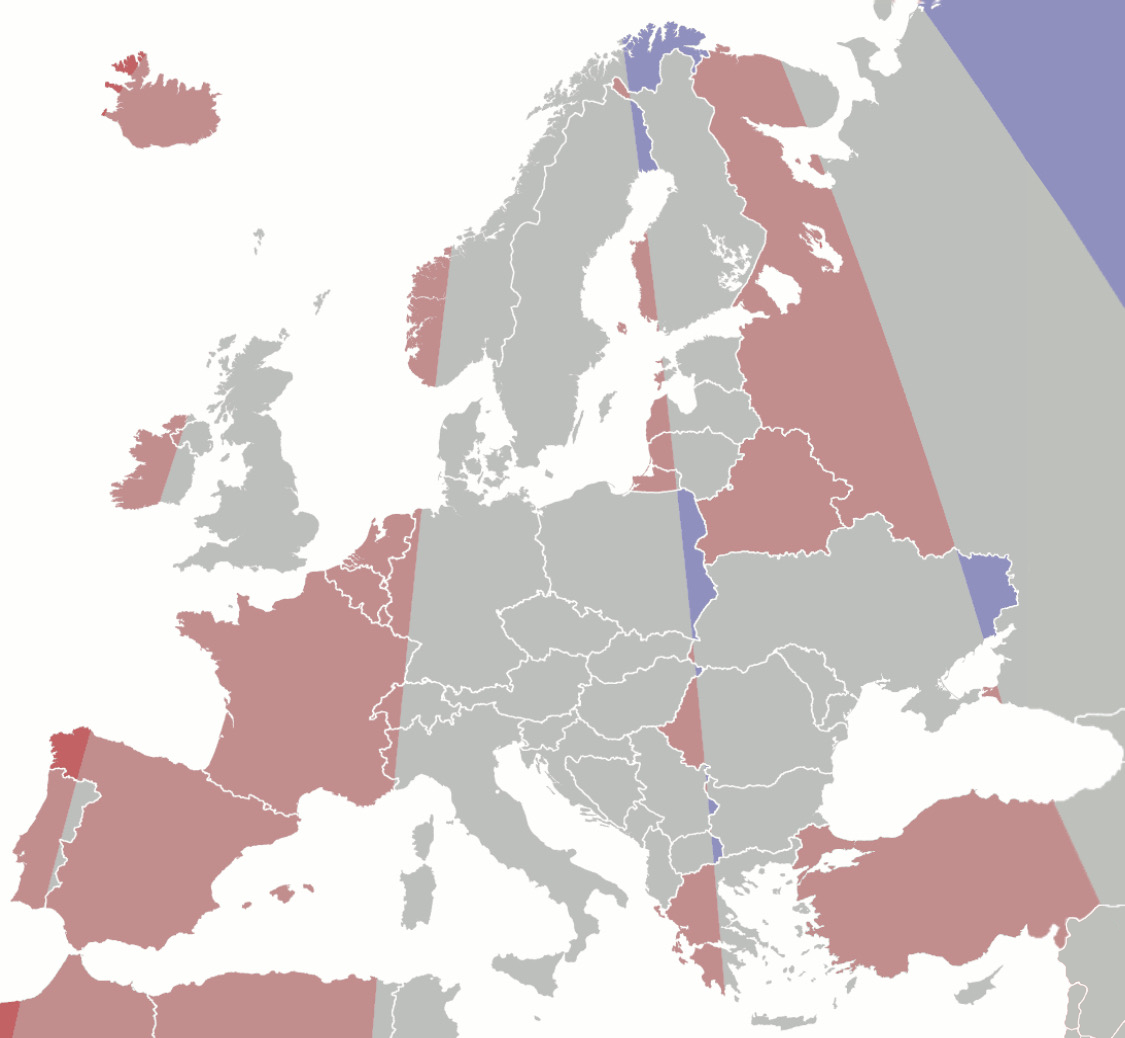
این نقشه اختلاف بین زمان قانونی و زمان مبدأ محلی در اروپا در زمستان را نشان می‌دهد. بیشتر اروپای غربی و بخش‌های غربی روسیه اروپایی از زمان خورشیدی محلی شان جلوتر هستند.

| رنگ | زمان قانونی و زمان مبدأ محلی |
| --- | ---------------------------- |
|     | 1 h ± 30 m behind            |
|     | 0 h ± 30 m                   |
|     | 1 h ± 30 m ahead             |
|     | 2 h ± 30 m ahead             |

| رنگ | زمان قانونی و زمان مبدأ محلی |
| --- | ---------------------------- |
|     | 1 h ± 30 m behind            |
|     | 0 h ± 30 m                   |
|     | 1 h ± 30 m ahead             |
|     | 2 h ± 30 m ahead             |
|     | 3 h ± 30 m ahead             |

## زمان در کشورهای مختلف
از ۲۷ کشور عضو اتحادیه اروپا (همه از ساعت تابستانه استفاده می‌کنند):
- آزور (پرتغال) از زمان آزور استفاده می‌کند.
- ایرلند، پرتغال (به جز آزور)، و جزایر قناری (اسپانیا) از زمان اروپای غربی استفاده می‌کنند.
- اتریش، بلژیک، کرواسی، جمهوری چک، دانمارک، فرانسه (بجز سرزمین‌های فرادریایی)، آلمان، مجارستان، ایتالیا، لوکزامبورگ، مالت، هلند، لهستان، اسلواکی، اسلوونی، اسپانیا (به جز جزایر قناری) و سوئد از زمان اروپای مرکزی.
- فنلاند، استونی، لتونی، لیتوانی، رومانی، بلغارستان، یونان و قبرس از زمان اروپای شرقی استفاده می‌کنند.

کشورهایی که عضو اتحادیه اروپا نیستند:
- بریتانیا و جزایر فارو از زمان اروپای غربی به همراه ساعت تابستانه تبعیت می‌کنند، در حالیکه ایسلند از ساعت تابستانه استفاده نمی‌کند.
- نروژ، سوئیس، بوسنی و هرزگوین، صربستان، کوزوو، مقدونیه شمالی، مونته‌نگرو، آلبانی، سان مارینو، شهر واتیکان، آندورا، موناکو، لیختن‌اشتاین، و جبل‌الطارق (یکی از سرزمین‌های فرادریایی بریتانیا) از زمان اروپای مرکزی همراه با ساعت تابستانه استفاده می‌کنند.
- مولداوی، ترانس‌نیستریا، اوکراین (به جز کریمه) و قبرس شمالی از زمان اروپای شرقی با ساعت تابستانه استفاده می‌کنند، در حالیکه کالینینگراد از ساعت تابستانه استفاده نمی‌کند (زمان کالینینگراد).
- بلاروس، روسیه (بخش غربی که شامل کریمه هم می‌شود)، اوستیای جنوبی، ابخازیا و ترکیه از زمان اروپای شرقی دور بدون ساعت تابستانه استفاده می‌کنند.
- گرجستان، ارمنستان، جمهوری آذربایجان و جمهوری آرتساخ از یوتی‌سی ۴:۰۰+ بدون ساعت تابستانه استفاده می‌کنند.
- بخش اروپایی قزاقستان از یوتی‌سی ۵:۰۰+ بدون ساعت تابستانه استفاده می‌کنند.

سرزمین‌های فرادریایی دانمارک، فرانسه، و هلند اکثراً خارج اتحادیه اروپا قرار دارند و از محدوده‌های زمانی دیگری استفاده می‌کنند.

## فهرست مناطق زمانی
| اسامی رایج منطقه زمانی                                                 | یو تی سی      | تابستانی یو تی سی | کاربران                                                                               |
| ---------------------------------------------------------------------- | ------------- | ----------------- | ------------------------------------------------------------------------------------- |
| زمان اروپای غربی / زمان آزور                                           | یوتی‌سی ۱:۰۰-  | یوتی‌سی ۰۰:۰۰±     | آزور (پرتغال)                                                                         |
| زمان تابستانی اروپای غربی / زمان تابستانی آزور                         | یوتی‌سی ۱:۰۰-  | یوتی‌سی ۰۰:۰۰±     | آزور (پرتغال)                                                                         |
| زمان اروپای غربی / زمان مبدأ گرینویچ/ زمان ایسلند                      | یوتی‌سی ۰۰:۰۰± | یوتی‌سی ۰۰:۰۰±     | ایسلند                                                                                |
| زمان اروپای غربی/ زمان مبدأ گرینویچ                                    | یوتی‌سی ۰۰:۰۰± | یوتی‌سی ۱:۰۰+      | پرتغال، بریتانیا، جمهوری ایرلند، جزایر فارو، جزایر قناری                              |
| زمان تابستانی اروپای غربی زمان استاندارد ایرلند زمان تابستانی بریتانیا | یوتی‌سی ۰۰:۰۰± | یوتی‌سی ۱:۰۰+      | پرتغال، بریتانیا، جمهوری ایرلند، جزایر فارو، جزایر قناری                              |
| زمان اروپای مرکزی                                                      | یوتی‌سی ۱:۰۰+  | یوتی‌سی ۲:۰۰+      | اکثر کشورهای اروپای غربی، اسکاندیناوی، اروپای مرکزی، اروپای مرکزی و شرقی، بالکان غربی |
| زمان تابستانی اروپای مرکزی                                             | یوتی‌سی ۱:۰۰+  | یوتی‌سی ۲:۰۰+      | اکثر کشورهای اروپای غربی، اسکاندیناوی، اروپای مرکزی، اروپای مرکزی و شرقی، بالکان غربی |
| زمان اروپای شرقی / زمان کالینینگراد                                    | یوتی‌سی ۲:۰۰+  | یوتی‌سی ۲:۰۰+      | استان کالینینگراد (روسیه)                                                             |
| زمان اروپای شرقی                                                       | یوتی‌سی ۲:۰۰+  | یوتی‌سی ۳:۰۰+      | فنلاند، کشورهای حوزه دریای بالتیک، اوکراین، مولداوی، رومانی، بلغارستان، یونان         |
| زمان تابستانه اروپای شرقی                                              | یوتی‌سی ۲:۰۰+  | یوتی‌سی ۳:۰۰+      | فنلاند، کشورهای حوزه دریای بالتیک، اوکراین، مولداوی، رومانی، بلغارستان، یونان         |
| زمان اروپای شرق دور زمان ترکیه زمان استاندازد موسکو زمان میسک          | یوتی‌سی ۳:۰۰+  | یوتی‌سی ۳:۰۰+      | بلاروس، اکثر بخش‌های غربی روسیه، ترکیه، آبخاز، اوستیای جنوبی                           |
| زمان ارمنستان / زمان گرجستان / زمان آذربایجان / زمان سامارا            | یوتی‌سی ۴:۰۰+  | یوتی‌سی ۴:۰۰+      | بخش‌هایی از روسیه غربی، ارمنستان، جمهوری آرتساخ، آذربایجان، گرجستان                    |
| زمان قزاقستان غربی/ زمان یکاترینبورگ                                   | یوتی‌سی ۵:۰۰+  | یوتی‌سی ۵:۰۰+      | مرکز غربی روسیه، قزاقستان غربی                                                        |